# フェデラリスト (競走馬)
フェデラリスト（欧字名:Federalist、2007年6月6日 - 2021年8月30日）は、日本の競走馬、日本および大韓民国の種牡馬。主な勝ち鞍に2012年の中山金杯、中山記念。

## 競走馬時代
- 特記事項なき場合、本節の出典はJBISサーチ[6]、地方競馬全国協会[3]

2010年3月20日、阪神競馬場での3歳新馬戦でデビューし、4着。レース後にに右ヒザの骨折が判明し、休養の間に栗東・松田国英厩舎から船橋・出川克己厩舎に転厩した。2011年2月24日、船橋競馬場でのサラ系4歳戦で復帰して初勝利を飾ったものの、直後の3月11日に発生した東日本大震災の影響で南関東公営競馬の開催のめどが立たなくなったことにより、西脇・田中道夫厩舎に再転厩。4月19日園田競馬場でのC2戦を勝って2勝目とし、4月21日付で地方競馬の登録を抹消され6月にJRAに再転属。美浦・田中剛厩舎に移籍した。
6月18日中山競馬場での500万条件戦を勝って3勝目を挙げたあと1000万下条件に昇級し、最初の2戦は連続4着と足踏みしたが、10月の鎌ヶ谷特別を勝つと、続く11月東京競馬場での東京ウェルカムプレミアムも勝って連勝。2012年を迎えて初戦の中山金杯ではダイワファルコンらを退け、重賞初出走で初勝利を挙げた。2月の中山記念でも、逃げ粘るシルポートをゴール前で差し切って重賞2連勝とした。レース後はドバイワールドカップへの追加登録やシンガポール航空国際カップへの遠征の意向を示し、のちにドバイでの追加登録先をドバイデューティフリーに切り替えて選出を待ったが選出されず、シンガポールへの遠征も保留にして産経大阪杯に目標を切り替えた。産経大阪杯は主戦の蛯名正義の落馬負傷で一旦はミルコ・デムーロで臨む予定だったが、デムーロもまた3月18日のレースで騎乗停止処分となって騎乗不可能となったため横山典弘の騎乗で臨み、レースでは一度は先頭に立ったもののショウナンマイティに差し切られて2着に終わった。その後、短期放牧を挟んで宝塚記念に出走したがオルフェーヴルの10着に終わり、秋シーズンも毎日王冠16着、天皇賞（秋）も15着と二桁着順を重ねた。2013年も5月のメイステークスで17着、12月の朝日チャレンジカップにも出走したが15着と勝てず、12月26日付で競走馬登録を抹消された。

## 競走成績
以下の内容は、JBISサーチ、netkeiba.com、地方競馬全国協会に基づく。
| 年月日     | 競馬場 | 競走名          | 格   | 頭数 | 枠番 | 馬番 | オッズ （人気） | オッズ （人気） | 着順 | 騎手        | 斤量 (kg) | 距離（馬場）  | タイム （上り3F） | タイム 差 | 勝ち馬/（2着馬）     |
| ---------- | ------ | --------------- | ---- | ---- | ---- | ---- | --------------- | --------------- | ---- | ----------- | --------- | ------------- | ----------------- | --------- | -------------------- |
| 2010.03.20 | 阪神   | 3歳新馬         |      | 15   | 7    | 12   | 011.6           | （06人）        | 04着 | 武豊        | 56        | 芝1800m（良） | 1:52.4 (34.4)     | -0.2      | バトルイグアス       |
| 2011.02.24 | 船橋   | 4歳             |      | 12   | 4    | 4    | 002.2           | （01人）        | 01着 | C. デムーロ | 55        | ダ1500m（稍） | 1:37.5 (39.2)     | -0.6      | （クールフォンテン） |
| 0000.04.19 | 園田   | C2一 4歳上      |      | 10   | 8    | 9    | 001.1           | （01人）        | 01着 | 田中学      | 56        | ダ1400m（稍） | 1:32.5 (40.3)     | -0.2      | （フセノシャーク）   |
| 0000.06.18 | 中山   | 3歳上500万下    |      | 12   | 5    | 6    | 006.5           | （02人）        | 01着 | 蛯名正義    | 57        | 芝1800m（稍） | 1:48.8 (34.1)     | -0.2      | （シーズンズベスト） |
| 0000.08.14 | 札幌   | 支笏湖特別      | 1000 | 13   | 4    | 4    | 005.0           | （02人）        | 04着 | 蛯名正義    | 55        | 芝2600m（良） | 2:41.0 (35.4)     | -0.2      | フミノヤマビコ       |
| 0000.09.03 | 札幌   | マレーシアC     | 1000 | 12   | 6    | 7    | 004.2           | （03人）        | 04着 | 四位洋文    | 57        | 芝2000m（稍） | 2:03.8 (35.6)     | -0.4      | シャガール           |
| 0000.10.01 | 中山   | 鎌ケ谷特別      | 1000 | 11   | 4    | 4    | 004.9           | （02人）        | 01着 | 田中勝春    | 57        | 芝2000m（良） | 2:01.0 (34.3)     | -0.2      | （トランスワープ）   |
| 0000.11.27 | 東京   | 東京ウェルカムP | 1600 | 16   | 2    | 3    | 006.9           | （04人）        | 01着 | 蛯名正義    | 57        | 芝2000m（良） | 1:59.5 (33.6)     | -0.5      | （ノーステア）       |
| 2012.01.05 | 中山   | 中山金杯        | GIII | 16   | 6    | 12   | 005.7           | （02人）        | 01着 | 蛯名正義    | 55        | 芝2000m（良） | 1:59.4 (34.1)     | -0.0      | （ダイワファルコン） |
| 0000.02.26 | 中山   | 中山記念        | GII  | 11   | 3    | 3    | 006.4           | （03人）        | 01着 | 蛯名正義    | 56        | 芝1800m（重） | 1:47.3 (34.4)     | -0.1      | （シルポート）       |
| 0000.04.01 | 阪神   | 産経大阪杯      | GII  | 12   | 5    | 6    | 002.6           | （01人）        | 02着 | 横山典弘    | 57        | 芝2000m（稍） | 2:05.7 (35.2)     | -0.2      | ショウナンマイティ   |
| 0000.06.24 | 阪神   | 宝塚記念        | GI   | 16   | 6    | 12   | 015.8           | （07人）        | 10着 | 蛯名正義    | 58        | 芝2200m（良） | 2:14.2 (37.9)     | -3.3      | オルフェーヴル       |
| 0000.10.07 | 東京   | 毎日王冠        | GII  | 16   | 1    | 2    | 007.4           | （04人）        | 16着 | 蛯名正義    | 57        | 芝1800m（良） | 1:47.3 (34.3)     | -2.3      | カレンブラックヒル   |
| 0000.10.28 | 東京   | 天皇賞（秋）    | GI   | 18   | 5    | 10   | 087.7           | （14人）        | 15着 | 横山典弘    | 58        | 芝2000m（良） | 1:59.0 (35.0)     | -1.7      | エイシンフラッシュ   |
| 2013.05.18 | 東京   | メイS           | OP   | 18   | 4    | 7    | 013.5           | （06人）        | 17着 | 蛯名正義    | 58        | 芝1800m（良） | 1:47.2 (35.0)     | -2.0      | タムロスカイ         |
| 0000.12.07 | 阪神   | 朝日チャレンジC | GIII | 18   | 7    | 15   | 129.6           | （15人）        | 15着 | 村田一誠    | 58        | 芝1800m（良） | 1:47.7 (34.0)     | -1.2      | アルキメデス         |

## 種牡馬時代
引退後は新冠町の白馬スタリオンで種牡馬となり、2014年7月に韓国の金岳牧場へ移動した。日本に残した産駒から複数の地方競馬重賞を勝ったチャイヤプーンが現れ、韓国でも「人気種牡馬」と表現されるほど牝馬を集めてコリアンダービーやコリアンオークスなどの上位入着馬を送り出している。 
2021年8月30日、斃死を理由として種牡馬登録を抹消される。14歳没。

### おもな産駒
- チャイヤプーン（寒菊賞、金杯、やまびこ賞、岩手ダービーダイヤモンドカップ、戸塚記念、ダービーグランプリ、赤松杯、あすなろ賞）[25]

## 血統表
| フェデラリストの血統          | フェデラリストの血統                                                                   | フェデラリストの血統                                                                   | （血統表の出典）                                                                       | （血統表の出典） |
| 父系                          | ミスタープロスペクター系                                                               | ミスタープロスペクター系                                                               | ミスタープロスペクター系                                                               | [ § 2 ]          |
| 父 Empire Maker 2000 黒鹿毛   | 父の父Unbridled 1987 黒鹿毛                                                            | Fappiano                                                                               | Mr. Prospector                                                                         | Mr. Prospector   |
| 父 Empire Maker 2000 黒鹿毛   | 父の父Unbridled 1987 黒鹿毛                                                            | Fappiano                                                                               | Killaloe                                                                               |                  |
| 父 Empire Maker 2000 黒鹿毛   | 父の父Unbridled 1987 黒鹿毛                                                            | Gana Facil                                                                             | Le Fabuleux                                                                            | Le Fabuleux      |
| 父 Empire Maker 2000 黒鹿毛   | 父の父Unbridled 1987 黒鹿毛                                                            | Gana Facil                                                                             | Charedi                                                                                |                  |
| 父 Empire Maker 2000 黒鹿毛   | 父の母Toussaud 1989 黒鹿毛                                                             | El Gran Senor                                                                          | Northern Dancer                                                                        | Northern Dancer  |
| 父 Empire Maker 2000 黒鹿毛   | 父の母Toussaud 1989 黒鹿毛                                                             | El Gran Senor                                                                          | Sex Appeal                                                                             |                  |
| 父 Empire Maker 2000 黒鹿毛   | 父の母Toussaud 1989 黒鹿毛                                                             | Image of Reality                                                                       | In Reality                                                                             | In Reality       |
| 父 Empire Maker 2000 黒鹿毛   | 父の母Toussaud 1989 黒鹿毛                                                             | Image of Reality                                                                       | Edee's Image                                                                           |                  |
| 母 ダンスパートナー 1992 鹿毛 | 母の父*サンデーサイレンス Snnday Silence 1986 青鹿毛                                   | Halo                                                                                   | Hail to Reason                                                                         | Hail to Reason   |
| 母 ダンスパートナー 1992 鹿毛 | 母の父*サンデーサイレンス Snnday Silence 1986 青鹿毛                                   | Halo                                                                                   | Cosmah                                                                                 |                  |
| 母 ダンスパートナー 1992 鹿毛 | 母の父*サンデーサイレンス Snnday Silence 1986 青鹿毛                                   | Wishing Well                                                                           | Understanding                                                                          | Understanding    |
| 母 ダンスパートナー 1992 鹿毛 | 母の父*サンデーサイレンス Snnday Silence 1986 青鹿毛                                   | Wishing Well                                                                           | Mountain Flower                                                                        |                  |
| 母 ダンスパートナー 1992 鹿毛 | 母の母*ダンシングキイ Dancing Key 1983 鹿毛                                            | Nijinsky II                                                                            | Northern Dancer                                                                        | Northern Dancer  |
| 母 ダンスパートナー 1992 鹿毛 | 母の母*ダンシングキイ Dancing Key 1983 鹿毛                                            | Nijinsky II                                                                            | Flaming Page                                                                           |                  |
| 母 ダンスパートナー 1992 鹿毛 | 母の母*ダンシングキイ Dancing Key 1983 鹿毛                                            | Key Partner                                                                            | Key to the Mint                                                                        | Key to the Mint  |
| 母 ダンスパートナー 1992 鹿毛 | 母の母*ダンシングキイ Dancing Key 1983 鹿毛                                            | Key Partner                                                                            | Native Partner                                                                         |                  |
| 母系(F-No.)                   | ダンシングキイ(USA)系(FN:7)                                                            | ダンシングキイ(USA)系(FN:7)                                                            | ダンシングキイ(USA)系(FN:7)                                                            | [ § 3 ]          |
| 5代内の近親交配               | Northern Dancer4 × 4 = 12.50% 、In Reality 5 × 4 = 9.38%、Raise a Native 5 × 5 = 6.25% | Northern Dancer4 × 4 = 12.50% 、In Reality 5 × 4 = 9.38%、Raise a Native 5 × 5 = 6.25% | Northern Dancer4 × 4 = 12.50% 、In Reality 5 × 4 = 9.38%、Raise a Native 5 × 5 = 6.25% | [ § 4 ]          |
| 出典                          | 1. 2. 3. 4.                                                                            | 1. 2. 3. 4.                                                                            | 1. 2. 3. 4.                                                                            | 1. 2. 3. 4.      |

- 半姉ダンスオールナイト（父エルコンドルパサー）の産駒にヨカグラ（2018年小倉サマージャンプ）、孫にキープカルム（2025年しらさぎステークス）、カムニャック（2025年優駿牝馬）がいる。
- 伯父にエアダブリン、叔父にダンスインザダーク、叔母にダンスインザムードがいる。
- そのほかの近親についてはダンシングキイ#主なファミリーラインを参照。